# Frank de Wit
Frank Jacobus de Wit (Heemskerk, 13 de febrero de 1996) es un deportista neerlandés que compite en judo.
Ganó una medalla de bronce en el Campeonato Mundial de Judo de 2021, una medalla de plata en el Campeonato Europeo de Judo de 2024 y una medalla de plata en el Campeonato Europeo de Judo por Equipo Mixto de 2022.
En los Juegos Europeos de Cracovia 2023 consiguió una medalla de bronce en la prueba de equipo mixto.

## Palmarés internacional
| Campeonato Mundial                  | Campeonato Mundial      | Campeonato Mundial | Campeonato Mundial |
| Año                                 | Lugar                   | Medalla            | Categoría          |
| ----------------------------------- | ----------------------- | ------------------ | ------------------ |
| 2021                                | Budapest (Hungría)      | Medalla de bronce  | –81 kg             |
| Juegos Europeos                     |                         |                    |                    |
| Año                                 | Lugar                   | Medalla            | Categoría          |
| 2023                                | Krynica-Zdrój (Polonia) | Medalla de bronce  | Equipo mixto       |
| Campeonato Europeo                  |                         |                    |                    |
| Año                                 | Lugar                   | Medalla            | Categoría          |
| 2024                                | Zagreb (Croacia)        | Medalla de plata   | –81 kg             |
| Campeonato Europeo por Equipo Mixto |                         |                    |                    |
| Año                                 | Lugar                   | Medalla            | Categoría          |
| 2022                                | Mulhouse (Francia)      | Medalla de plata   | Equipo mixto       |